# (1514) Ricouxa
(1514) Ricouxa est un astéroïde de la ceinture principale découvert le 22 août 1906 par l'astronome allemand Max Wolf.

## Historique
Le lieu de découverte, par l'astronome allemand Max Wolf, est Königstuhl.
Sa désignation provisoire, lors de sa découverte le 22 août 1906, était 1906 UR.

## Caractéristiques
Sa distance minimale d'intersection de l'orbite terrestre est de 0,780 284 ua.